# Malayanomolorchus egregius
Malayanomolorchus egregius är en skalbaggsart som först beskrevs av Holzschuh 1995.  Malayanomolorchus egregius ingår i släktet Malayanomolorchus och familjen långhorningar. Inga underarter finns listade i Catalogue of Life.